# NGC 4932
NGC 4932 ist eine 13,7 mag helle Spiralgalaxie vom Hubble-Typ Sc im Sternbild Jagdhunde am Nordsternhimmel. Sie ist schätzungsweise 321 Millionen Lichtjahre von der Milchstraße entfernt und hat einen Durchmesser von etwa 140.000 Lichtjahren. Vermutlich bildet sie gemeinsam mit PGC 214058 ein gravitativ gebundenes Galaxienpaar.

Im selben Himmelsareal befindet sich u. a. die Galaxie NGC 4938.
Das Objekt wurde am 26. April 1789 von Wilhelm Herschel mit einem 18,7-Zoll-Spiegelteleskop entdeckt, der sie dabei mit „cF, S, R, vglbM“ beschrieb.